# Pia Mankertz
Pia Mankertz (* 28. Oktober 1990 in Hamburg) ist eine deutsche Basketballspielerin. Seit 2010 spielt sie für die BG '89 Rotenburg/Scheeßel.

## Laufbahn
Mankertz spielte in der Jugend des SC Alstertal-Langenhorn, 2005 wurde sie mit dem Hamburger Verein unter ihrer Mutter Brigitta als Trainerin deutsche U16-Meisterin. Sie schaffte den Sprung in die deutsche U16-Nationalmannschaft, mit der sie 2005 und 2006 jeweils an der B-EM teilnahm. Zwischen 2007 und 2010 spielte sie für den SC Rist Wedel in der 2. Bundesliga. 2008 vertrat sie die U18-Nationalmannschaft bei der B-EM und war mit einem Punkteschnitt von 11,4 erfolgreichste Werferin ihres Teams. Im Sommer 2010 war sie Leistungsträger der U20-Nationalmannschaft bei der Europameisterschaft in Lettland.
Zur Saison 2010/11 wechselte Mankertz zur BG '89 Rotenburg/Scheeßel und stieg mit der niedersächsischen Mannschaft im ersten Jahr in die DBBL auf. 2012 wurde sie in die deutsche A-Nationalmannschaft berufen und verstärkte die DBB-Auswahl in der Qualifikationsrunde zur Europameisterschaft.
In Rotenburg stieg sie zum Mannschaftskapitän auf. 2013 musste die Mannschaft in die 2. Bundesliga zurück, stieg im folgenden Jahr aber als Meister wieder auf. 2017 gab es den abermaligen Abstieg in die 2. Bundesliga. 2023 und 2024 gewann Mankertz mit der BG den Zweitligameistertitel, der Verein nahm den Aufstieg in die Bundesliga aber jeweils nicht wahr.
Neben der Basketball-Karriere durchlief sie ein Lehramtsstudium.